# Clarens (Frankrijk)
Clarens is een gemeente in het Franse departement Hautes-Pyrénées (regio Occitanie) en telt 445 inwoners (2008). De plaats maakt deel uit van het arrondissement Bagnères-de-Bigorre.

## Geografie
De oppervlakte van Clarens bedraagt 11,4 km², de bevolkingsdichtheid is 39,03 inwoners per km².

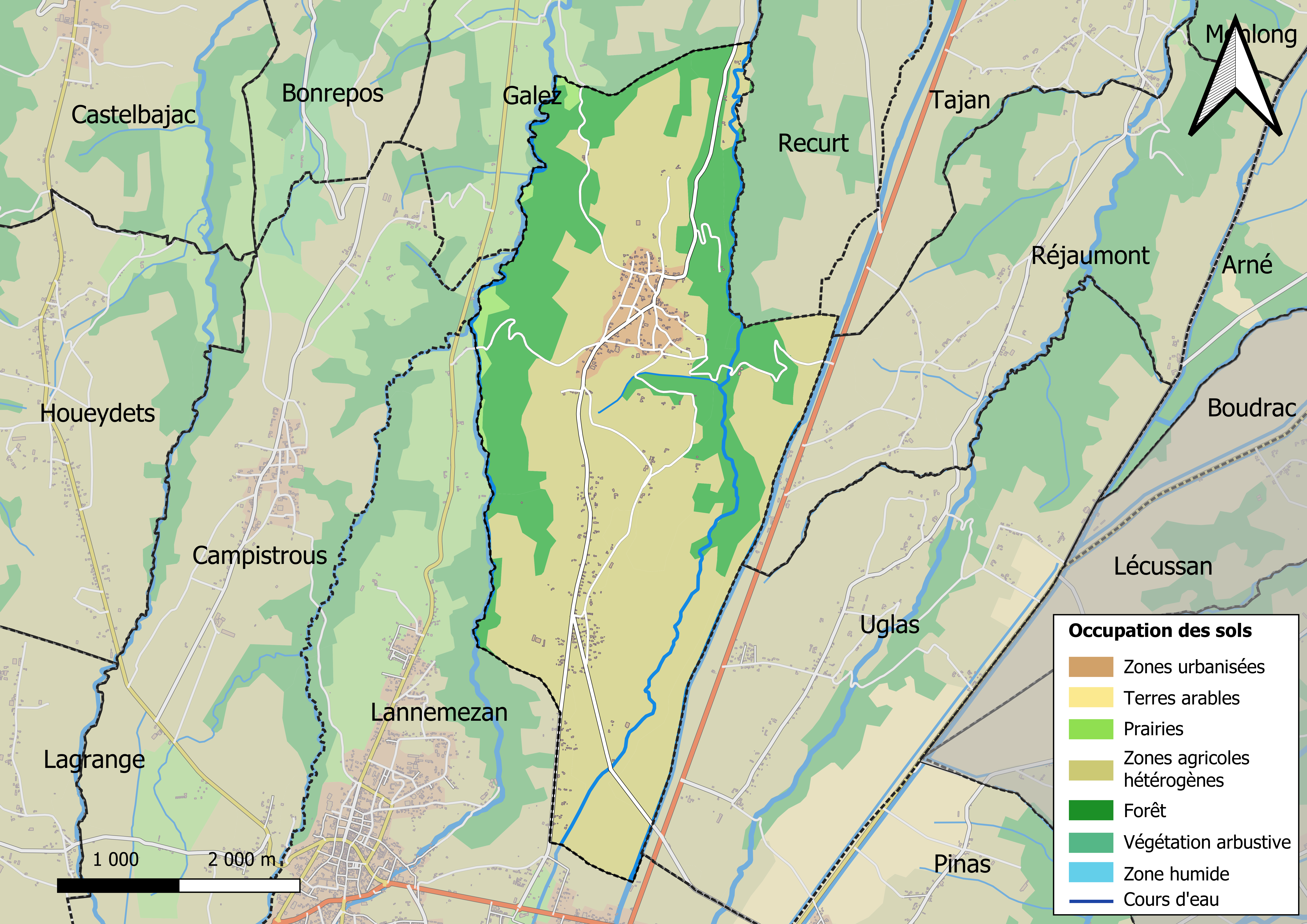
Kaart van de gemeente met belangrijkste infrastructuur, bodemgebruik en omliggende gemeenten

## Demografie
Onderstaande figuur toont het verloop van het inwonertal (bron: INSEE-tellingen).